# Cynopterus sphinx
Espèce
Statut de conservation UICN

 LC  : Préoccupation mineure
Cynopterus sphinx ou Cynoptère à nez court est une espèce de chauve-souris frugivore, du genre Cynopterus de la famille des Pteropodidae.

## Répartition
On la trouve en Inde, en Indochine et en Indonésie.

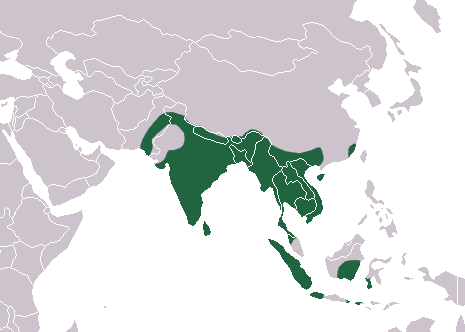
Aire de répartition du Cynoptère à nez court.

## Habitat
Ce mammifère vit dans les forêts tropicales, dans les forêts de mousson et dans les mangroves. C'est la seule chauve-souris frugivore qui se construit des "tentes" avec des feuilles de palmier.

## Description
Cette chauve-souris à tête de renard (ou tête de chien) a une envergure de 40-50 cm maximum, une longueur tête-corps de 7 à 13 cm et une courte queue de 1-2 cm. Elle pèse 40-45 g.

## Comportement
Elle vit en groupe de 6 à 12 individus.
Le groupe s'abrite le jour dans des cavernes, dans des creux d'arbres, sous les toits des maisons ou sous les grandes feuilles de palmiers.
Au crépuscule, le groupe part en recherche de nourriture, parcourant parfois plus de 100 km dans la nuit.

## Nutrition

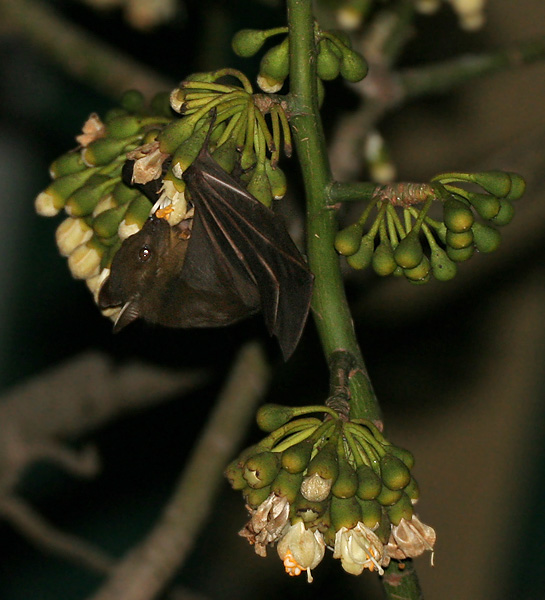
Cynoptère à nez court se nourrissant dans un fromager kapokier (Ceiba pentandra)

La chauve-souris cynoptère à nez court est frugivore.
Elle mange des figues mûres, des mangues, des bananes, des goyaves, des sapotilles, des dattes, des litchis ...
Parfois elle consomme le nectar des fleurs, en particulier celui de l'espèce Croxylum Indicum.

## Reproduction
En mars ou avril, la femelle met au monde après 3-5 mois de gestation généralement un seul petit.
Celui-ci s'accroche fermement au corps de sa mère. Elle le transporte alors même en vol.
Le chauve-souriceau a, à la naissance, une envergure de 24 cm et une masse d'environ 13,5 g ; la jeune chauve-souris de quatre semaines a une envergure de 36 cm et une masse de près de 25 g ; à un an, c'est un adulte.
Une étude de 2009 a relevé que la copulation dorso-ventrale s'accompagnait souvent chez cette espèce de la pratique par la femelle d'une forme de fellation : en penchant la tête, celle-ci lèche la hampe ou la base du pénis de son partenaire, à l'exclusion du gland qui a déjà pénétré le vagin ; le mâle n'interrompt jamais la pénétration au cours de cette action. Ce comportement a une incidence positive sur la durée totale de la copulation : selon les résultats de l'étude, chaque seconde supplémentaire de fellation augmente le temps de copulation d'environ six secondes ; en outre, la copulation dure sensiblement plus longtemps quand il y a fellation que dans le cas contraire. Les auteurs proposent quatre hypothèses explicatives en termes de bénéfice adaptatif : en lubrifiant et en stimulant le pénis, la fellation permettrait d'augmenter la durée de la copulation ; la copulation prolongée pourrait elle-même être une méthode de préservation du couple, les partenaires se séparant généralement post coitum pour rejoindre des groupes unisexués ; la salive aux propriétés antimycosiques et antibactériennes de la femelle préviendrait des maladies sexuellement transmissibles ; enfin, lécher les organes génitaux pourrait faciliter la détection et l'identification de signaux chimiques liés au complexe majeur d'histocompatibilité (CMH) et intervenant dans le choix du partenaire.

## Noms vernaculaires
cingalais (Sri Lanka) :  තල වවුලා (thala wawulaa)
siamois (Thaïlande) : ค้างคาว ขอบหูขาวกลาง

## Chasse
Dans le nord de la Thaïlande, on chasse cette chauve-souris et on vend sa viande sur les marchés : une croyance populaire dit que cette viande est un remède à toute maladie et qu'elle donne une grande force.